# إدي جونز (لاعب اتحاد الرغبي)
إدي جونز (بالإنجليزية: Eddie Jones) (و. 1960  م) هو لاعب اتحاد الرغبي، ومدرب اتحاد الرغبي، من أستراليا، يلعب كصائد ‏.

## التعليم
تعلم في Matraville Sports High School ‏.

## روابط خارجية
- إدي جونز عل موقع إسبنسكروم (الإنجليزية)